# ایستگاه آزگود
ایستگاه آزگود (انگلیسی: Osgoode station) یک ایستگاه متروی زیرزمینی در خط یک یانگ–یونیورسیتی متروی تورنتو است.